# Sundranäs
Sundranäs är ett naturreservat i Ljungby kommun i Kronobergs län.
Reservatet omfattar 86 hektar och består mest av lövskog, blandskog och betesmarker. Det är skyddat sedan 1989 och beläget på en udde i södra delen av sjön Bolmen.

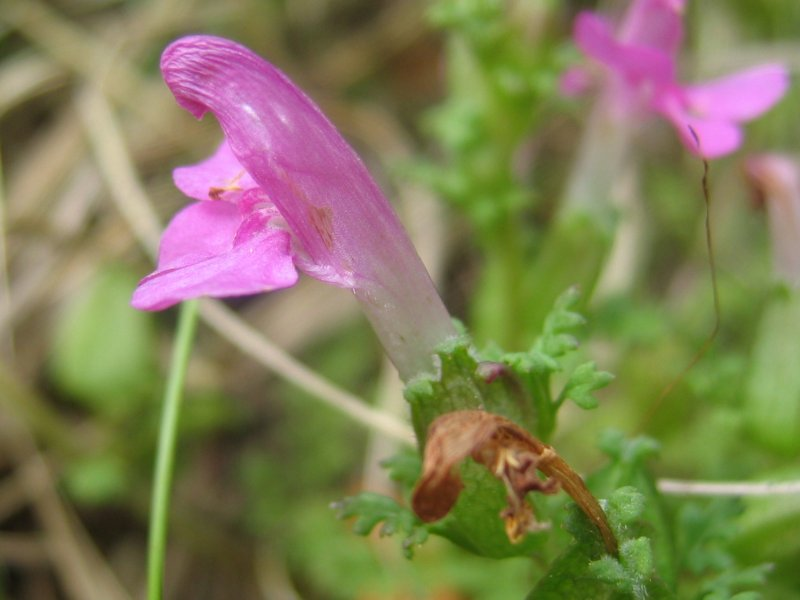
Granspira

Betesmarkerna är omgivna av bokdominerade lövskogar och barrskogar. Där finns även öppen mark med ensamstående lövträd. På uddar ut i sjön domineras av barrskog. Genom reservatet löper transversalmoräner som bildades under inlandsisens avsmältning. Delar av skogen är gammal och innehåller gamla grova träd. Det finns gott om död ved som utgör livsmiljö för en mängd organismer. På och vid bokstammar har man funnit jättetickan. Lunglav finns också i området.
Gården Sundranäs är ett gammalt officersboställe med utsikt mot Bolmen.
I söder gränsar området till banvallen för den nedlagda Halmstad-Bolmen Järnväg. Denna banvall är en del av vandrings- och cykelleden Banvallsleden.